# Gare de Kommounarsk
La gare de Kommounarsk  (en russe Коммунарск (станція)) est une gare ferroviaire située en Ukraine dans la ville d'Altchevsk.

## Situation ferroviaire
Elle se situe sur la ligne Debaltseve - Lougansk du chemin de fer de Donetsk.

## Histoire
La gare a été ouverte sous le nom de Youryevka, du nom du villageoù elle fut ouverte ; d'Altchevskoïe, puis Kommounarsk. Elle est située au nord de la ville de laquelle elle est séparée par l'usine sidérurgique AMK.

## Service des voyageurs

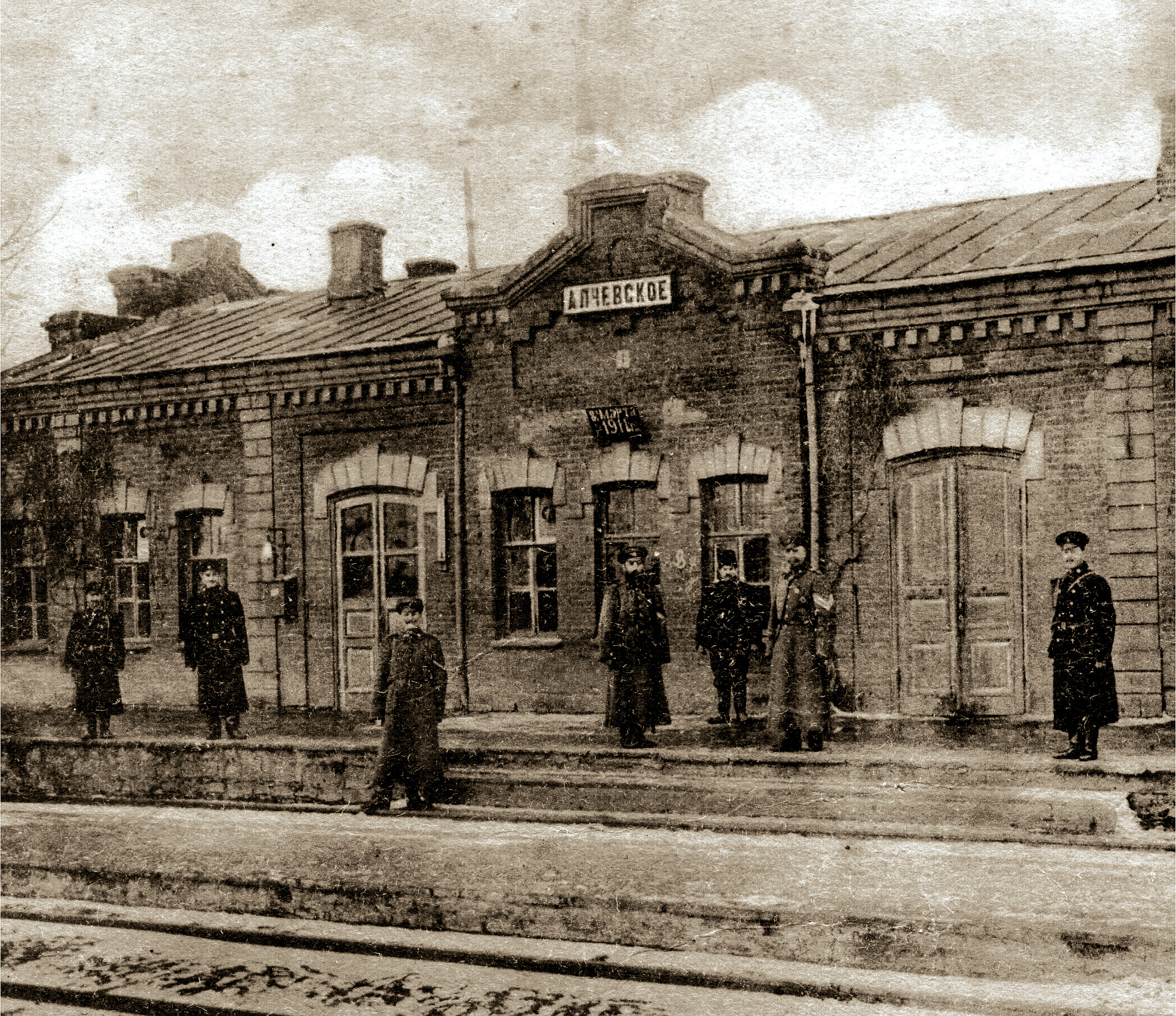
La gare en 1911.